# Liste der Biografien/Kleis
Liste der Biografien |
Portal Biografien |
Personensuche
# |
A |
B |
C |
D |
E |
F |
G |
H |
I |
J |
K |
L |
M |
N |
O |
P |
Q |
R |
S |
T |
U |
V |
W |
X |
Y |
Z |
?
 
Ka |
Kb |
Kc |
Kd |
Ke |
Kf |
Kg |
Kh |
Ki |
Kj |
Kl |
Km |
Kn |
Ko |
Kp |
Kr |
Ks |
Kt |
Ku |
Kv |
Kw |
Ky |
Kx |
Kz
 
Kla |
Kld |
Kle |
Kli |
Klj |
Klo |
Klu |
Kly
 
Klea |
Kleb |
Klec |
Kled |
Klee |
Klef |
Kleg |
Kleh |
Klei |
Klej |
Klek |
Klem |
Klen |
Kleo |
Klep |
Kler |
Kles |
Klet |
Kleu |
Klev |
Klew |
Kley |
Klez
 
Kleib |
Kleic |
Kleid |
Kleie |
Kleif |
Kleih |
Kleij |
Kleik |
Kleim |
Klein |
Kleis |
Kleit |
Kleiv |
Kleiw |
Kleiz
Die Liste der Biografien führt alle Personen auf, die in der deutschsprachigen Wikipedia einen Artikel haben. Dieses ist eine Teilliste mit 147 Einträgen von Personen, deren Namen mit den Buchstaben „Kleis“ beginnt.

## Kleis
- Kleis, Birgit (* 1956), dänische Reichsombudsfrau auf den Färöern
- Kleis, Constanze (* 1959), deutsche Journalistin und Buchautorin
- Kleis, Dave (* 1964), US-amerikanischer Politiker
- Kleis, Thomas (* 1978), deutscher Springreiter

### Kleise
- Kleiser von Kleisheim, Joseph (1760–1830), letzter Regierungspräsident des Fürstentums Fürstenberg
- Kleiser, Engelbert (1842–1931), deutscher Priester der römisch-katholischen Kirche
- Kleiser, Helmut (* 1939), deutscher Maler und Grafiker
- Kleiser, Randal (* 1946), US-amerikanischer Regisseur

### Kleisi
- Kleisinger, Danuta (1924–2017), österreichische Gerechte unter den Völkern
- Kleisinger, Ewald (1912–2000), österreichischer Gerechter unter den Völkern
- Kleisinger, Siegfried (* 1944), deutscher Agrarwissenschaftler, insbesondere Verfahrenstechnik in der Pflanzenproduktion

### Kleisl
- Kleisl, Josef (1929–2008), deutscher Skispringer
- Kleisli, Heinrich (1930–2011), Schweizer Mathematiker und Hochschullehrer

### Kleiso
- Kleisophos, attischer Vasenmaler

### Kleiss
- Kleiss, Manfred (1930–2020), deutscher Meteorologe und Bibliothekar
- Kleiß, Peter (* 1949), deutscher Autor und Musikjournalist
- Kleiss, Wolfram (1930–2020), deutscher Bauforscher und Archäologe
- Kleissl, Robert (1888–1923), österreichischer Politiker (CSP), Abgeordneter zum Nationalrat

### Kleist
- Kleist von Nollendorf, Hermann (1804–1870), preußischer Offizier und Landrat des Landkreises Halberstadt sowie Großgrundbesitzer
- Kleist, Achim (* 1965), deutscher Musikproduzent und Komponist
- Kleist, Adolf Friedrich Theodor von (1886–1957), deutscher Generalleutnant im Zweiten Weltkrieg
- Kleist, Adolph Bogislaff von († 1760), preußischer Offizier und Ritter des Ordens Pour le Mérite
- Kleist, Alexander von (1799–1859), kurländischer Landesbeamter
- Kleist, Alfred von (1857–1921), preußischer Generalleutnant im Ersten Weltkrieg
- Kleist, Andreas Joachim von (1678–1738), preußischer Oberst und Regimentsinhaber
- Kleist, Annedore (* 1967), deutsche Schauspielerin
- Kleist, Anton von (1812–1886), pommerscher Gutsbesitzer, preußischer Landrat und Politiker
- Kleist, Astrid (* 1971), deutsche evangelisch-lutherische Pastorin
- Kleist, August von (1818–1890), preußischer Generalmajor
- Kleist, Aviaaja (* 1980), grönländische Handballspielerin
- Kleist, Berndt von (1896–1976), deutscher Offizier der Wehrmacht und Widerstandskämpfer
- Kleist, Bernhard von (1843–1929), preußischer Landwirt und Politiker
- Kleist, Carl Gottlieb von (1778–1849), dänischer Generalmajor
- Kleist, Charlotte (* 1956), deutsche Regisseurin und Hochschullehrerin
- Kleist, Clemens August von (1720–1797), kurkölnischer Generalleutnant
- Kleist, Conrad von (1839–1900), deutscher Rittergutsbesitzer und Politiker, MdR
- Kleist, Debora (* 1959), grönländische Politikerin (Inuit Ataqatigiit) und Lehrerin
- Kleist, Diether von (1890–1971), deutscher Offizier und Prähistoriker
- Kleist, Efim Antonowitsch von (1794–1857), russischer Generalmajor
- Kleist, Elias (* 1904), grönländischer Landesrat
- Kleist, Erica von (* 1982), amerikanische Jazzmusikerin (Altsaxophon, Flöten, auch Piano, Komposition)
- Kleist, Ewald Christian Leopold von (1824–1910), preußischer General der Infanterie
- Kleist, Ewald Christian von (1715–1759), preußischer Dichter und OffizierEwald Christian von Kleist (1715–1759)

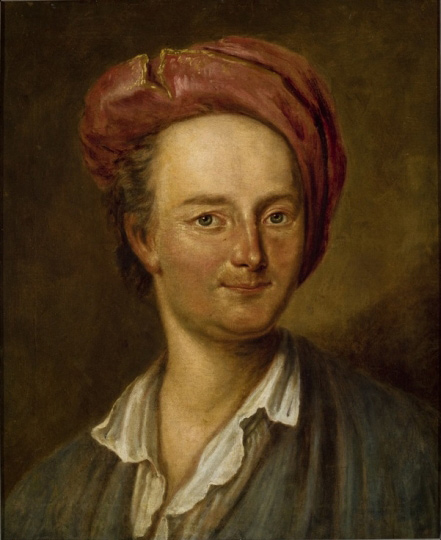
Ewald Christian von Kleist (1715–1759)

- Kleist, Ewald Georg von (1698–1768), königlich preußischer Generalmajor und Kommandant des Forts Preußen bei Neisse
- Kleist, Ewald Georg von (1700–1748), Naturwissenschaftler, Erfinder der Kleistschen Flasche
- Kleist, Ewald Joachim von (1657–1716), pommerscher Landrat und Diplomat
- Kleist, Ewald von († 1689), kurbrandenburgischer Diplomat
- Kleist, Ewald von (1667–1746), kurkölnischer Generalleutnant
- Kleist, Ewald von (1825–1877), deutscher Gutsbesitzer, Landrat und Politiker, MdR
- Kleist, Ewald von (1881–1954), Generalfeldmarschall im Dritten ReichEwald von Kleist (1881–1954)

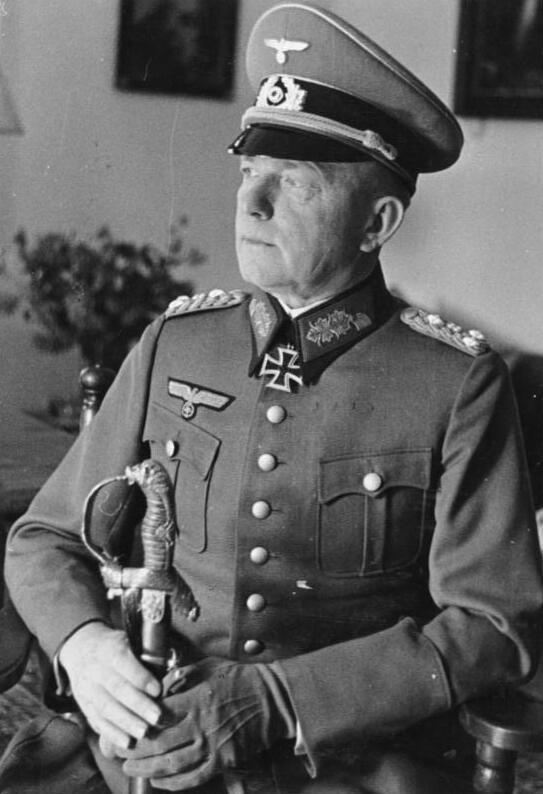
Ewald von Kleist (1881–1954)

- Kleist, Ewald-Heinrich von (1922–2013), deutscher Offizier der Wehrmacht, Widerstandskämpfer und Verleger
- Kleist, Fedor von (1812–1871), preußischer Generalmajor
- Kleist, Ferdinand Caspar von (1729–1812), kurkölnischer Offizier
- Kleist, Ferdinand von (1797–1867), preußischer General der Infanterie
- Kleist, Franz Alexander von (1769–1797), Dichter
- Kleist, Franz Kasimir von (1736–1808), preußischer General der Infanterie
- Kleist, Franz Otto von (1771–1825), preußischer Offizier und Träger des Ordens Pur le Mrite (Militärorden)
- Kleist, Franz Ulrich von (1688–1757), preußischer Generalleutnant
- Kleist, Franz von (1806–1882), preußischer Ingenieuroffizier, Generalleutnant
- Kleist, Friedrich Anton Ulrich Carl Leopold von (1765–1833), preußischer Generalmajor
- Kleist, Friedrich Carl Gottlob von (1771–1847), preußischer Major, Ritter des Ordens Pour le Mérite
- Kleist, Friedrich Ludwig Heinrich von (1771–1838), preußischer Generalmajor
- Kleist, Friedrich Ludwig von (1694–1757), preußischer Generalmajor
- Kleist, Friedrich von (1746–1820), preußischer Rittmeister und sächsischer Kreisdirektor
- Kleist, Friedrich von (1762–1823), preußischer Generalfeldmarschall

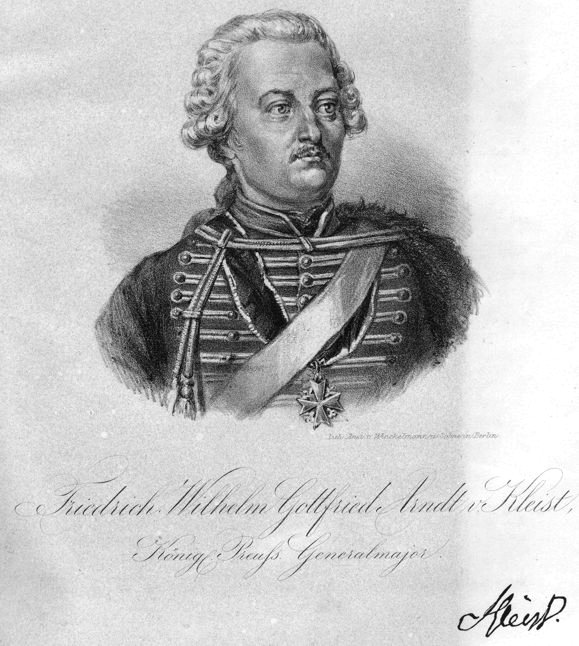
Friedrich Wilhelm Gottfried Arnd von Kleist (1724–1767)

- Kleist, Friedrich Wilhelm Gottfried Arnd von (1724–1767), preußischer Generalmajor und Führer eines Freikorps im Siebenjährigen KriegFriedrich Wilhelm Gottfried Arnd von Kleist (1724–1767)
- Kleist, Friedrich Wilhelm von (1752–1822), preußischer Oberst und Ritter des Ordens Pour le Mérite
- Kleist, Friedrich Wilhelm von (1851–1936), deutscher Adliger und Diplomat
- Kleist, Fritz (1836–1902), deutscher Schullehrer, Sach- und Schulbuchautor
- Kleist, Fritz (* 1891), deutscher Beamter, Reformpädagoge und Zuchthaus-Leiter
- Kleist, Georg († 1508), deutscher Hofbeamter, herzoglich-pommerscher Kanzler
- Kleist, Georg Demetrius von (1822–1886), preußischer Generalleutnant
- Kleist, Georg Ernst von (1716–1785), preußischer Landrat im Herzogtum Pommern
- Kleist, Georg Friedrich von (1707–1765), preußischer Generalleutnant
- Kleist, Georg von (1852–1923), preußischer General der Kavallerie und Politiker
- Kleist, Gustav von (1801–1884), preußischer Landrat und Politiker
- Kleist, Hans Joachim von (1685–1753), preußischer Grenadier-Hauptmann und pommerscher Landrat
- Kleist, Hans Joachim von (1725–1789), preußischer Offizier und pommerscher Landrat
- Kleist, Hans Kaspar von (1698–1745), preußischer Oberstleutnant
- Kleist, Hans Reimar von (1736–1806), preußischer Generalmajor
- Kleist, Hans von (1854–1927), preußischer Generalmajor
- Kleist, Heinrich von (1777–1811), deutscher Dramatiker, Erzähler, Lyriker und PublizistHeinrich von Kleist (1777–1811)

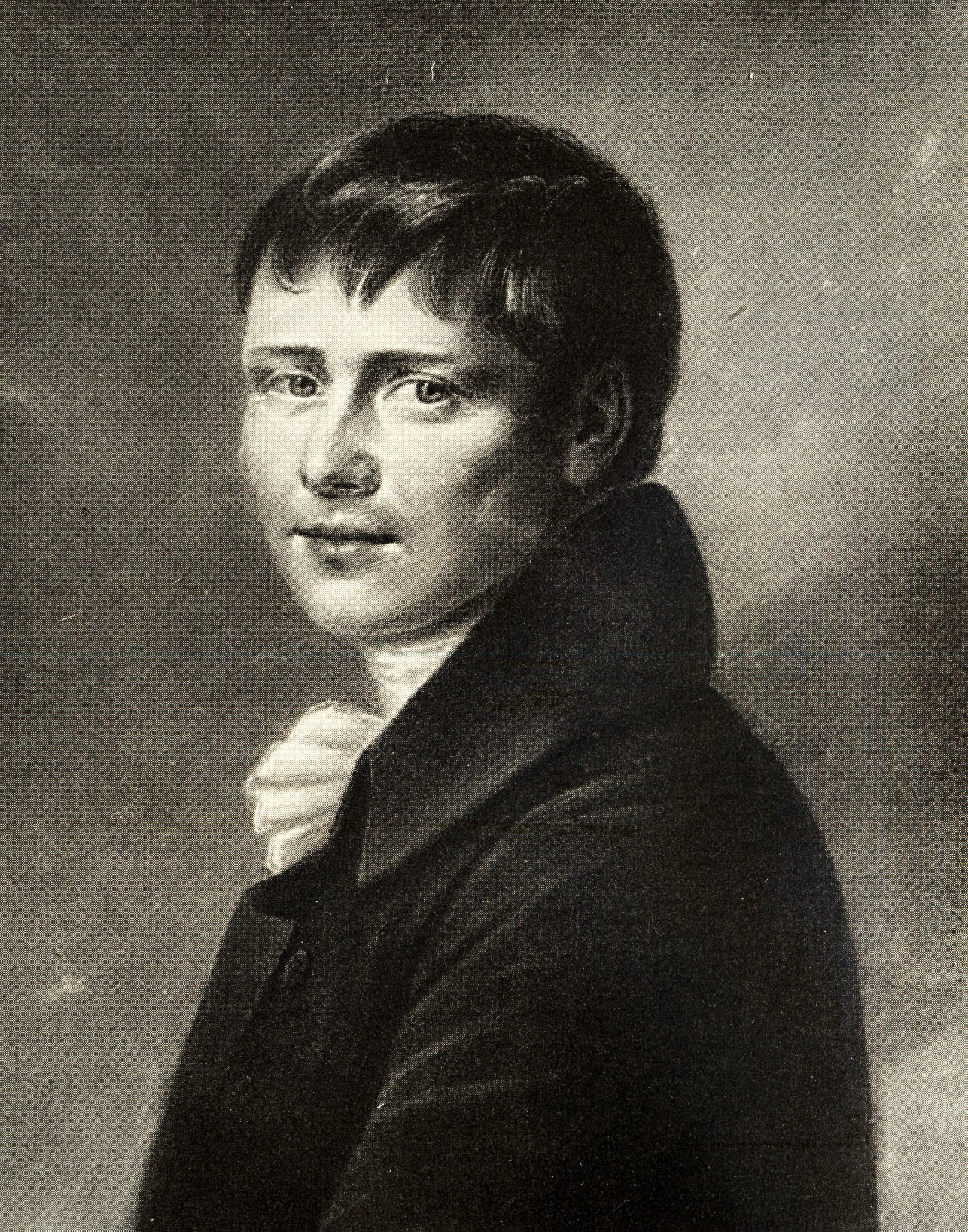
Heinrich von Kleist (1777–1811)

- Kleist, Heinrich Wilhelm Friedrich von (1751–1825), preußischer Richter
- Kleist, Henning Alexander von († 1749), preußischer Generalfeldmarschall
- Kleist, Henning Alexander von (1707–1784), preußischer Generalleutnant und Gouverneur der Zitadelle Spandau
- Kleist, Ingo (1938–2024), deutscher Politiker (SPD), MdHB
- Kleist, Isak (* 1894), grönländischer Landesrat
- Kleist, Jakob von, pommerscher Gutsbesitzer und bischöflicher Rat
- Kleist, Jakob von († 1625), pommerscher Amtshauptmann und Hexenjäger
- Kleist, Joachim (1913–1960), deutscher Politiker (SPD), MdHB
- Kleist, Johan (1927–1995), grönländischer Chorleiter
- Kleist, Josva (1879–1938), grönländischer Katechet, Dichter und Landesrat
- Kleist, Kaj (* 1943), grönländischer Lehrer und Beamter
- Kleist, Karl (1879–1960), deutscher Psychiater, Neurologe und Hochschullehrer
- Kleist, Karl Ernst von (1839–1912), preußischer Offizier, zuletzt Generalleutnant
- Kleist, Karl Heinrich von (1801–1870), preußischer Politiker
- Kleist, Karl Ludwig von (1794–1869), kurländischer Rittergutsbesitzer und Landrat
- Kleist, Karl Wilhelm Heinrich von (1836–1917), preußischer General der Kavallerie
- Kleist, Karl Wilhelm von (1707–1766), preußischer Oberst, Ritter des Ordens Pour le Mérite
- Kleist, Karl Wilhelm von (1914–1994), deutscher Offizier, zuletzt Brigadegeneral der Bundeswehr
- Kleist, Konstantin von (1812–1886), kurländischer Landesbeamter
- Kleist, Kuupik (* 1958), grönländischer Politiker (Inuit Ataqatigiit)
- Kleist, Leopold Friedrich von (1780–1837), preußischer Major und Postmeister
- Kleist, Leopold von (1752–1830), sächsischer Offizier
- Kleist, Leopold von (1872–1946), preußischer Offizier und Leiter der Generalverwaltung des vormals regierenden preußischen Königshauses
- Kleist, Louis Christoph Friedrich Heinrich von (1790–1854), deutsch-baltischer Grundbesitzer und russischer Offizier in den Koalitionskriegen
- Kleist, Ludwig Franz Philipp Christian von (1748–1809), preußischer Oberst, Ritter des Ordens Pour le Mérite
- Kleist, Makka (* 1951), grönländische Schauspielerin
- Kleist, Malik (* 1977), grönländischer Filmemacher und Rockmusiker
- Kleist, Marcus von, deutscher Kameramann
- Kleist, Mari (* 1974), grönländische Archäologin und Beamte
- Kleist, Marie von (1761–1831), deutsche Salonnière, Vertraute Heinrich von KleistsMarie von Kleist (1761–1831)

Marie von Kleist (1761–1831)

- Kleist, Max von (1845–1923), preußischer Offizier, zuletzt Generalmajor
- Kleist, Mininnguaq (* 1973), grönländischer Beamter, Diplomat und Badmintonspieler
- Kleist, Otto Bogislaff von (1744–1818), preußischer Major und pommerscher Landrat
- Kleist, Paul von (1846–1926), preußischer Generalleutnant
- Kleist, Peter (1904–1971), deutscher politischer Schriftsteller und Diplomat
- Kleist, Peter Christian von (1727–1777), preußischer Offizier
- Kleist, Peter Rüdiger von († 1684), pommerscher Landrat
- Kleist, Peter von († 1571), pommerscher Vasall und Gutsbesitzer
- Kleist, Primislaff Ulrich von (1711–1781), preußischer Generalmajor
- Kleist, Reimar von (1710–1782), preußischer Generalmajor
- Kleist, Reinhard (* 1970), deutscher Grafikdesigner und ComiczeichnerReinhard Kleist (* 1970)

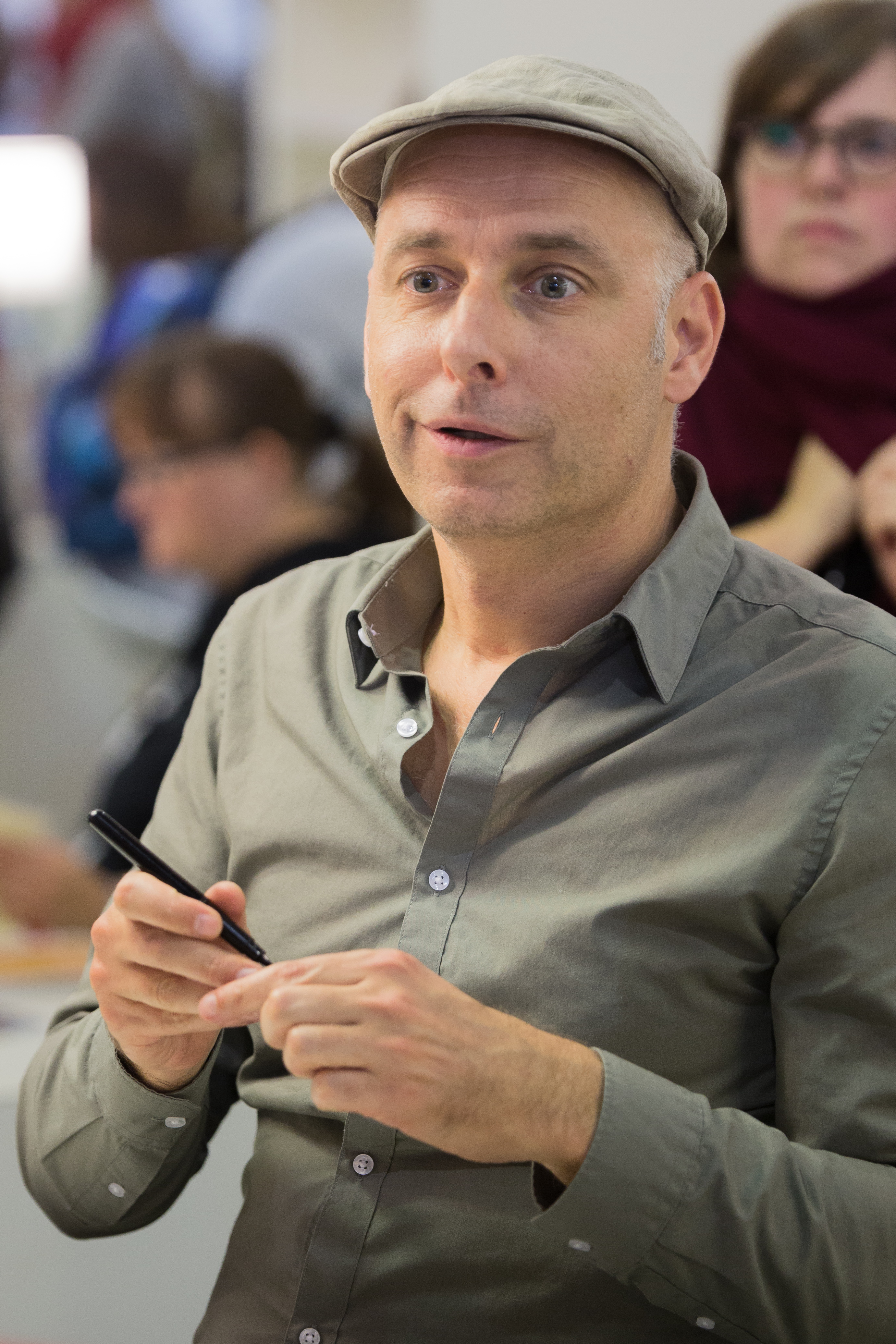
Reinhard Kleist (* 1970)

- Kleist, Rink (1912–1977), grönländischer Propst und Lehrer
- Kleist, Sabine von (1933–2021), deutsche Ärztin und Hochschullehrerin
- Kleist, Theodor von (1815–1886), preußischer Gutsbesitzer und Politiker
- Kleist, Thomas (* 1955), deutscher Fachjurist (Medienrecht) und Politiker (SPD), Intendant des Saarländischen Rundfunks
- Kleist, Ulrich (* 1866), deutscher Schriftsteller, Dichter und Lehrer
- Kleist, Ulrike von (1774–1849), preußische Adlige und Halbschwester Heinrich von Kleists
- Kleist, Werner Heinrich von (1703–1765), preußischer Generalmajor
- Kleist, Wilhelm Heinrich Friedrich von (1785–1867), preußischer Generalmajor
- Kleist, Wilhelm Heinrich von (1735–1806), preußischer Oberst, Ritter des Ordens Pour le Mérite
- Kleist, Wilhelm von († 1605), herzoglich pommerscher Landvogt zu Stolp und Schlawe
- Kleist, Winfried, deutscher Kameramann
- Kleist, Xaver von (1798–1866), preußischer Kammerherr und Rittergutsbesitzer
- Kleist-Retzow, Hans Hugo von (1814–1892), preußischer Politiker, MdR
- Kleist-Retzow, Hans Jürgen von (1771–1844), deutscher Gutsbesitzer, preußischer Landrat und Politiker
- Kleist-Retzow, Hugo von (1834–1909), deutscher Rittergutsbesitzer und Politiker, MdR
- Kleist-Retzow, Jürgen von (1854–1897), deutscher Rittergutsbesitzer und Landrat
- Kleist-Retzow, Ruth von (1867–1945), deutsche Adelige, Mitglied der Bekennenden Kirche und des Widerstands gegen den Nationalsozialismus
- Kleist-Retzow, Wolf Friedrich von (1868–1933), deutscher Großgrundbesitzer, Verwaltungs- und Hofbeamter
- Kleist-Schmenzin, Ewald von (1890–1945), deutscher Politiker und Mitglied des Widerstands gegen Hitler
- Kleist-Wendisch Tychow, Ewald Heinrich Erdmann Bogislaff von (1821–1892), deutscher Gutsbesitzer und Bankier
- Kleist-Wendisch Tychow, Ewald von (1882–1953), deutscher Gutsbesitzer und Jurist
- Kleisterlee, Gerard (* 1946), deutsch-niederländischer Manager, Vorsitzender von Vodafone
- Kleisthenes von Athen, Athener StaatsreformerKleisthenes von Athen

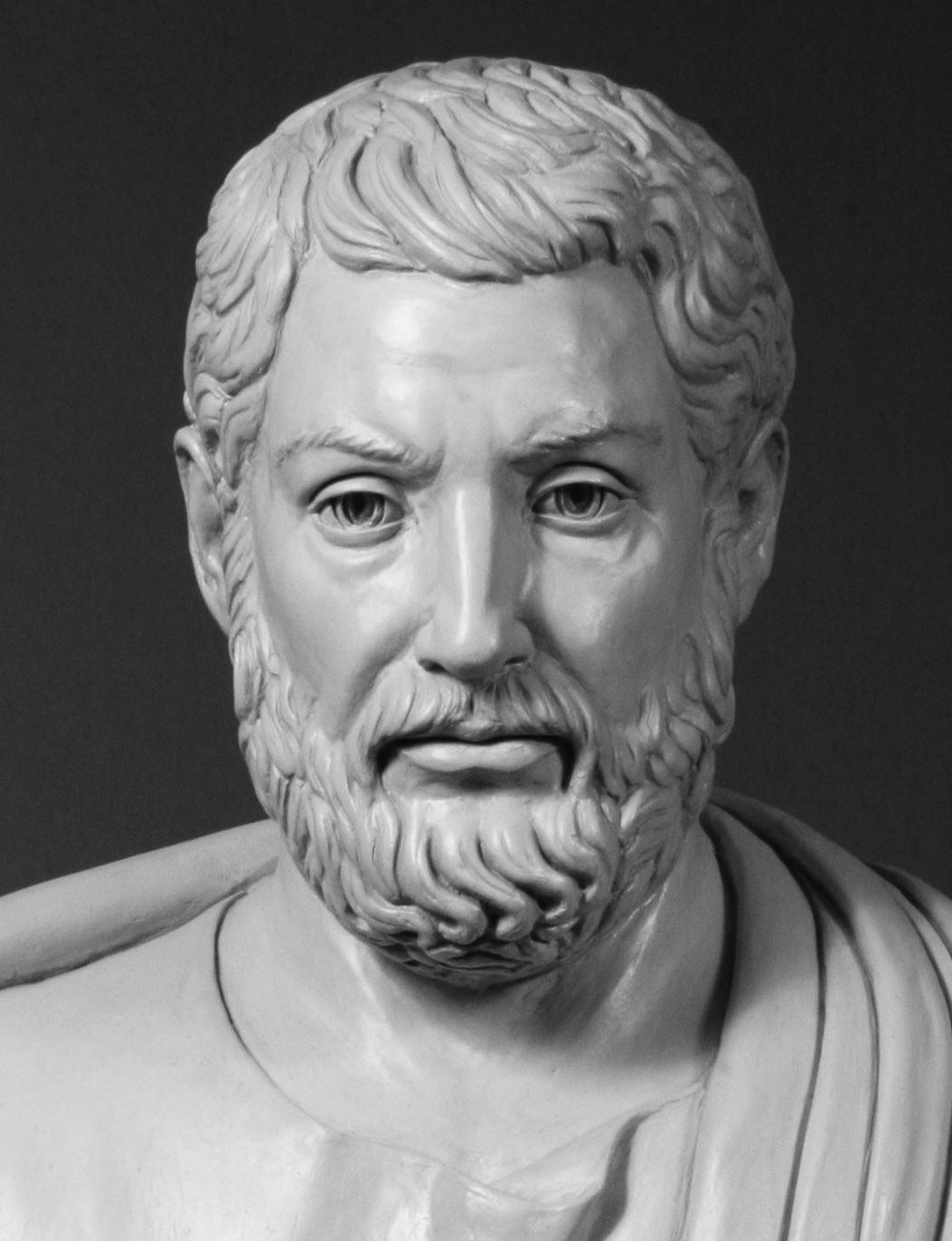
Kleisthenes von Athen

- Kleisthenes von Sikyon, Tyrann in der peloponnesischen Polis Sikyon